# پوندولویا
پوندولویا (به لاتین: Punduloya) یک منطقهٔ مسکونی در سری‌لانکا است که در استان مرکزی (سری‌لانکا) واقع شده‌است.